# Echelonvorm
Een matrix is in rij-echelonvorm, standaard-rijvorm, rijcanoniek of rij-trapvorm als elke volgende rij met meer nullen begint dan de voorgaande, tenzij deze een nulrij is.
Een nulrij is een rij met enkel nullen; als er een nulrij in de matrix voorkomt, dan staat deze altijd onderaan.
Elke matrix kan door Gauss-eliminatie (vegen) in echelonvorm worden gebracht. De zo ontstane echelonvorm is op equivalentie na uniek, en vertegenwoordigt in beperkte zin de oorspronkelijke matrix (nl. voor zover deze een lineair stelsel beschrijft). Als we doorvegen totdat in elke niet-nulrij de leidende term gelijk aan 1 is en in elke kolom waar een leidende 1 staat voor de rest alleen 0'en, dan is de matrix in (rij-)gereduceerde echelonvorm. Deze is wel uniek.
Wanneer in een {\displaystyle m\times n}-matrix in rij-echelonvorm het aantal rijen {\displaystyle m} groter is dan het aantal kolommen {\displaystyle n}, kan het niet anders dan dat in de onderste {\displaystyle m-n} rijen alleen 0'en staan.

## Voorbeeld
De matrix:
{\displaystyle {\begin{bmatrix}-2&-3&7\\0&1&6\\0&0&3\end{bmatrix}}}
is in echelonvorm.
De matrix {\displaystyle A} gedefinieerd door:
{\displaystyle A={\begin{bmatrix}-2&-4&0&-10\\2&1&6&22\\-2&-2&0&-6\end{bmatrix}}}
is niet in echelonvorm. Door Gauss-eliminatie ontstaat de matrix:
{\displaystyle {\begin{bmatrix}1&2&0&5\\0&1&-2&-4\\0&0&1&3\end{bmatrix}}},
die wel in echelonvorm is en bij {\displaystyle A} hoort.
De gereduceerde echelonvorm is na doorvegen
{\displaystyle {\begin{bmatrix}1&0&0&1\\0&1&0&2\\0&0&1&3\end{bmatrix}}}.